# Derenburg
Derenburg è una frazione della città tedesca di Blankenburg (Harz), nel Land della Sassonia-Anhalt.
Fino al 2009 era una città indipendente, dal 1º gennaio 2010 è stata incorporato nel comune di Blankenburg (Harz) insieme ai comuni di Heimburg, Hüttenrode, Cattenstedt, Timmenrode e Wienrode.
Derenburg si trova sulle rive del fiume Holtemme, un affluente del Bode. La prima menzione ufficiale è del 937 che ne fa uno dei centri abitati più antichi dei dintorni.
Nel centro abitato si trova la chiesa della Santa Trinità, originariamente romanica ma ripetutamente rimaneggiata nel tempo. Il municipio si affaccia sulla piazza del mercato, risale al 1789 ed è stato costruito con la tecnica a graticcio nello stesso luogo del precedente municipio distrutto in un incendio del 1764. Intorno alla stessa piazza si trovano altre case a graticcio.